# Чиканське газоконденсатне родовище
Чиканське газоконденсатне родовище — родовище у Жигалівському районі Іркутської області Росії. Належить до Ангаро-Лєнської нафтогазоносної області Лєно-Тунгуської нафтогазоносної провінції. Розташоване поряд з унікальним Ковиктинським родовищем на Південно-Ковиктинській площі, виділене як самостійне родовище у 2007 році.

## Опис
Поклади вуглеводнів виявлено на глибині 3030-3300 метрів у відкладеннях нижнього кембрію, які перекриті потужним сольовим комплексом, що утворився в період висихання стародавнього Сибірського моря. Колектори — пісковики дельтового та аллювіального походження.
Запаси за російською класифікаційною системою по категоріях С1+С2 становлять 98 млрд.м3 газу та 6 млн.т конденсату. Газ за своїм складом переважно метановий (91 %), містяться також його гомологи (етан, пропан, бутан, пентан) та, що характерно для ряду родовищ Лєно-Тунгуської провінції, гелій.
У 2008 році на Чиканському родовищі провадилась короткочасна дослідно-промислова експлуатація, припинена через відсутність відповідної системи для транспортування продукції. Можливість для експлуатації родовища повинна з'явитись після спорудження системи «Сила Сибіру».